# جيوفاني باولو لاسكاريس
جيوفاني باولو لاسكاريس دي فنتيميليا إي كاستيلار ( بالمالطية : Laskri ) (28 يونيو 1560) – (14 أغسطس 1657) كان أحد النبلاء الإيطاليين ‏ والسيد الأكبر لفرسان مالطة.

## الوفاة
توفي في 14 أغسطس 1657 عن عمر يناهز 97 عامًا.

## روابط خارجية
- عملات الأستاذ الكبير جان بول لاسكاريس نسخة محفوظة 2014-11-05 على موقع واي باك مشين.

| سبقه Antoine de Paule | Grand Master of the Knights Hospitaller 1635–1657 | تبعه Martin de Redin |